# María Luisa Guerra
María Luisa Guerra (Gualeguaychú, 8 de junio de 1869-San Sebastián, 1 de noviembre de 1949) fue una pianista argentina.

## Biografía
De ascendencia española, nació en la localidad argentina de Gualeguaychú (Entre Ríos). Fue discípula de Luca Fumagalli en Milán y de Carlos Vidiella y de Melchor Rodríguez de Alcántara en Barcelona, y de Valentín Arín en la Escuela Nacional de Música de Madrid. Guerra, que al parecer contó con los favores de Alfonso XIII, actuó en múltiples ocasiones en el Ateneo de Madrid. Destacada por los críticos, La Revista Moderna la elevó a la categoría de «primera pianista del mundo»; recibió diploma de honor y medalla de oro por parte del Ateneo de Barcelona y la condición de socia de mérito del Ateneo de Madrid (inédito hasta entonces para una mujer).
Llegó a desempeñar el cargo de directora del Conservatorio de Buenos Aires.